# Olympische Sommerspiele 1976/Teilnehmer (Liechtenstein)
| Gelbes Symbol für Goldmedaillen mit stilisierten Olympischen Ringen | Graues Symbol für Silbermedaillen mit stilisierten Olympischen Ringen | Braundes Symbol für Bronzemedaillen mit stilisierten Olympischen Ringen |
| ------------------------------------------------------------------- | --------------------------------------------------------------------- | ----------------------------------------------------------------------- |
| —                                                                   | —                                                                     | —                                                                       |

Liechtenstein nahm an den XIX. Olympischen Sommerspielen in Montreal mit einer Delegation von 6 Athleten teil. Es war die achte Teilnahme des Landes bei Sommerspielen.

## Teilnehmer nach Sportarten

### Leichtathletik
- Günther Hasler
- Helen Ritter
- Maria Ritter

### Judo
- Paul Büchel
- Fritz Kaiser
- Hans-Jakob Schädler